# Takao Keiji
Keiji Takao (sinh ngày 17 tháng 2 năm 1969) là một cầu thủ bóng đá người Nhật Bản.

## Sự nghiệp câu lạc bộ
Keiji Takao đã từng chơi cho Verdy Kawasaki.